# Hypotacha isthmigera
Hypotacha isthmigera är en fjärilsart som beskrevs av Edward P. Wiltshire 1968. Hypotacha isthmigera ingår i släktet Hypotacha och familjen nattflyn. Inga underarter finns listade i Catalogue of Life.